# Geotêxtil
Geotêxteis são materiais têxteis utilizados em contacto com o solo ou com outros materiais em aplicações de engenharia civil e geotécnica. Geralmente são do tipo tecido ou não-tecido, embora também existam geotêxteis tricotados e reforçados. Eles normalmente são feitos a partir de poliéster (PET) ou polipropileno (PP). 
Tecnicamente, a manta geotêxtil é bidimensional e permeável, tendo propriedades mecânicas e hidráulicas que permitem o desempenho de varias funções em obras geotécnicas. Ela é fabricada com fibras de alta tenacidade e aditivadas para possuir uma maior resistência aos raios UV.

## Funções do geotêxtil

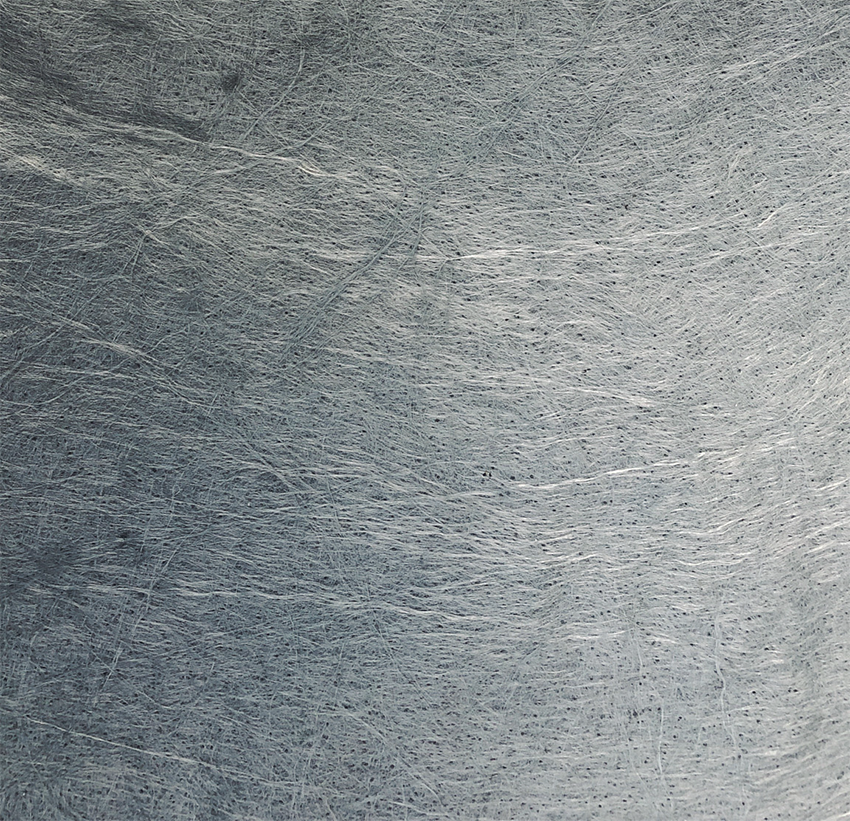
Geotêxtil - note-se que não há fibras diferentes, é tudo o mesmo material.

O desempenho dos geotêxteis procura assegurar as seguintes funções: 
- proteção e reforço, que consiste na prevenção ou limitação de danos locais de um dado elemento ou material e na melhoria das propriedades mecânicas do solo ou de outros materiais de construção;
- separação, ou seja, a prevenção da mistura de solos com outros materiais;
- filtração e drenagem, isto é, a retenção do solo ou de outras partículas sujeitas a forças hidrodinâmicas permitindo a passagem de líquidos através do geotêxtil. Dependendo da porosidade e permeabilidade do material, o geotêxtil pode promover o fluxo lateral da água de drenagem, dissipando a energia cinética da subida capilar da água subterrânea. Podem ser utilizados para resolver problemas verticais e horizontais relacionados à drenagens de todo tipo;
- auxiliar de impermeabilização, o geotextil não tecido pode ser impregnado com asfalto e outros componentes para se tornar impermeável e capaz de restringir o fluxo de líquidos. Isto pode prevenir a contaminação do solo, de leitos subterrâneos de água por poluentes, ou até mesmo pode evitar a evaporação de água potável.

## Aplicações do geotêxtil

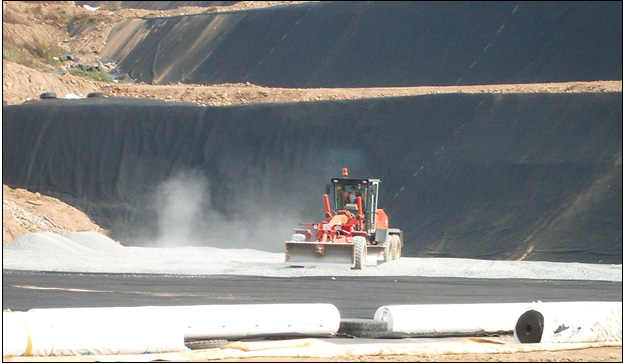
Geotêxtil Aplicado

Os geotêxteis são muito utilizados na construção de estradas e vias férreas, de túneis e estruturas subterrâneas,  em obras de terraplenagem, em fundações e estruturas de suporte, em sistemas de drenagem, nas obras para controlo da erosão (proteção costeira, revestimento da margem de rios ou de canais), na construção de reservatórios,  barragens ou depósitos de resíduos sólidos e líquidos.

## Propriedades do geotêxtil
Para aplicar a manta geotêxtil de forma correta, algumas variáveis devem ser observadas, considerando as características do projeto em questão. São propriedades dos geotêxteis:
| Mecânicas                                                                                   | Propriedades                     | Norma              | Exemplo Referencial |
|                                                                                             | Resistência à tração faixa larga | ABNT NBR ISO 10319 |                     |
|                                                                                             | Valor de ruptura - L*            |                    | 7 kN/m              |
|                                                                                             | Alongamento - L*                 |                    | > 50 %              |
|                                                                                             | Valor na ruptura - T*            |                    | 6 kN/m              |
|                                                                                             | Alongamento - L*                 |                    | > 50 %              |
|                                                                                             | Resistência à tração grab        | ASTM D 4632        |                     |
|                                                                                             | Tração na ruptura - L*           |                    | 420 N               |
|                                                                                             | Alongamento - L*                 |                    | > 50 %              |
|                                                                                             | Tração na ruptura - T*           |                    | 350 N               |
|                                                                                             | Alongamento - T*                 |                    | > 50 %              |
|                                                                                             | Rasgo trapezoidal                | ASTM D 4533        |                     |
|                                                                                             | Valor na ruptura - L*            |                    | 190 N               |
|                                                                                             | Valor na ruptura - T*            |                    | 170 N               |
|                                                                                             | Puncionamento                    | ASTM D 4833        | 240 N               |
|                                                                                             | Puncionamento CBR                | ABNT NBR ISO 12236 | 1,1 kN              |
| Hidráulicas                                                                                 | Permissividade                   | ASTM D 4491        | 2,5/s               |
|                                                                                             | Fluxo de água                    |                    | 7450 l/min/m²       |
|                                                                                             | Permeabilidade normal            | ABNT NBR ISO 11058 | 0,40 cm/s           |
|                                                                                             | Abertura aparente                | ASTM D 4751        | 0,212 mm            |
| * T - trapezoidal, L - longitudinal. A resistência pode variar muito, conforme a aplicação. |                                  |                    |                     |

## Cuidados na aquisição

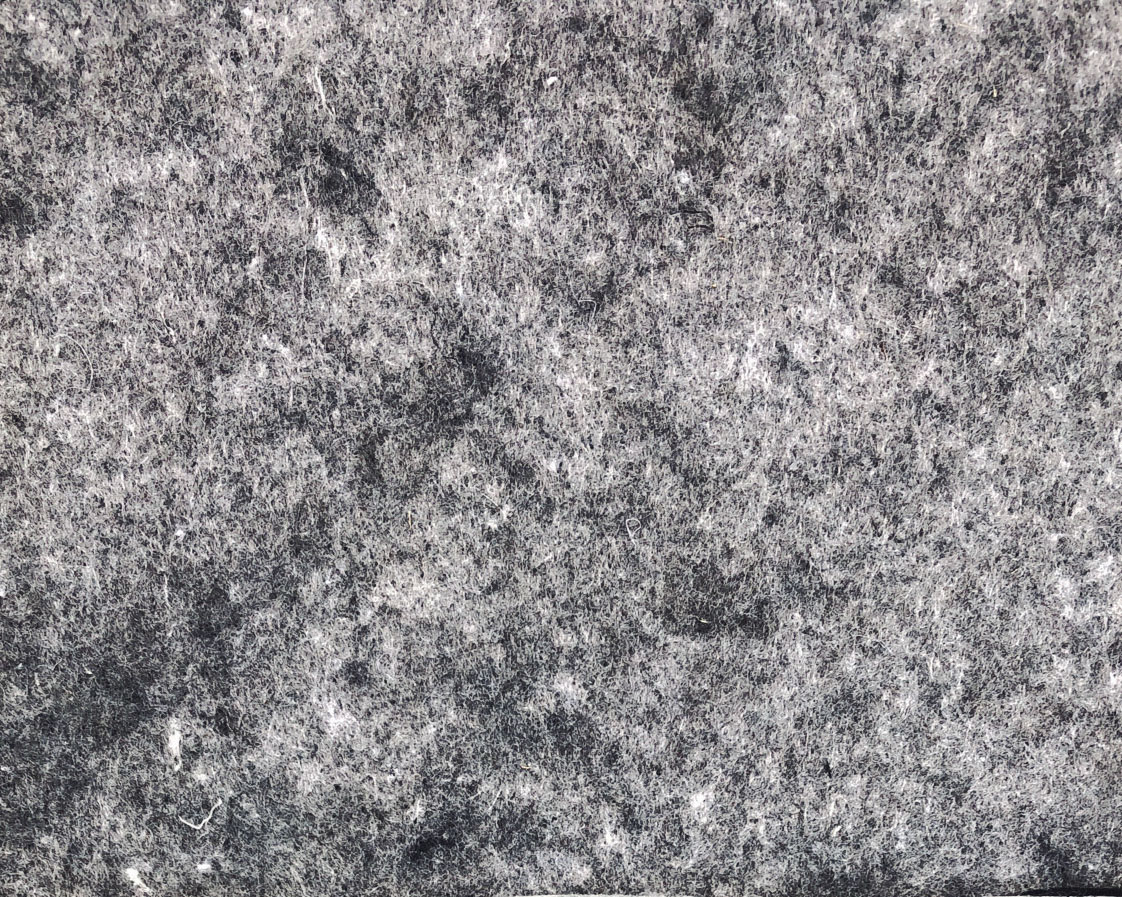
Geotêxtil com algodão - veja a mistura (mescla) dos materiais

Na aquisição de um geotêxtil há cuidados adicionais que devem ser considerados como, por exemplo, com relação à produtos fabricados com mesclas de fibras em algodão. Estes são encontrados com valores promocionais, mas não têm durabilidade no solo, visto que as fibras orgânicas sofrem rápido processo de degradação. Os geotêxteis sintéticos sem mistura com algodão, como os feitos apenas em Poliéster ou Polipropileno garantem durabilidade de longo prazo para o produto.

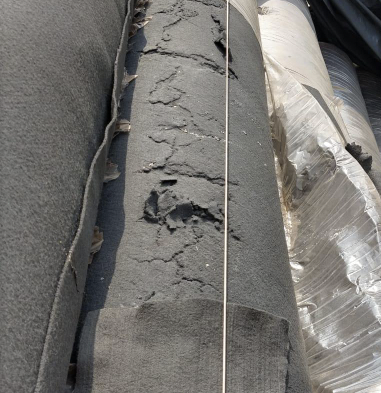
Geotêxtil Degradado

Também é importante verificar as fichas técnicas dos fabricantes e os laudos obtidos de laboratórios internos que garantem que o produto é checado a cada lote produzido. Verifique também se o fabricante existe, não são poucos os que se intitulam fabricantes vendendo mantas geotêxteis genéricas, com laudos sem validade.